# Muy Muy
Muy Muy là một khu tự quản thuộc tỉnh Matagalpa, Nicaragua. Khu tự quản Muy Muy có diện tích 375 ki lô mét vuông. Đến thời điểm năm 2005, huyện Muy Muy có dân số 14721 người.